# Pflegamt Barbing

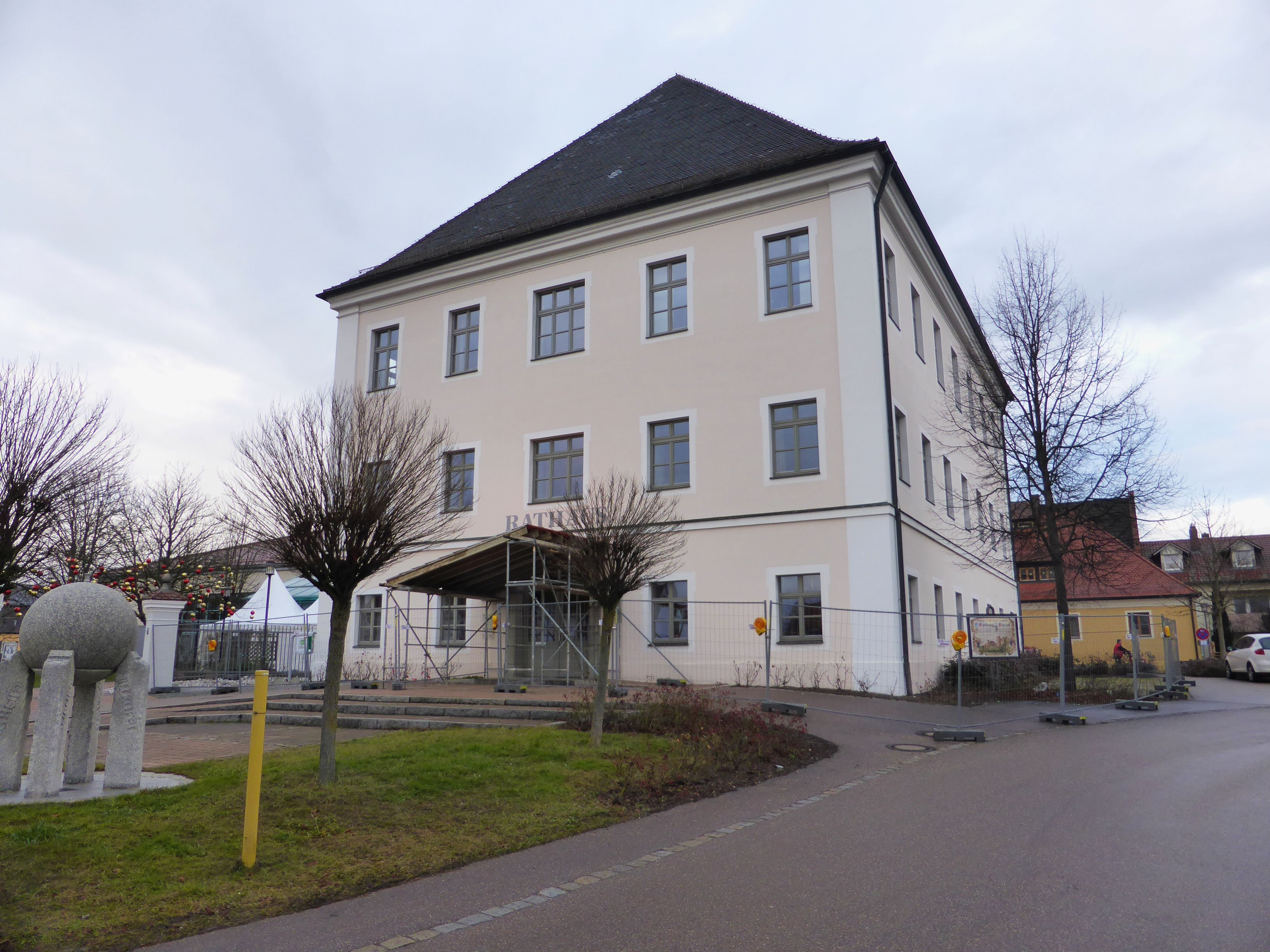
Das ehm. Schloss Barbing, heute Rathaus

Das Pflegamt Barbing war ein Pflegamt des Hochstifts Regensburg in Barbing, das von 1463 bis 1803 bestand. Sitz des Pflegers war Schloss Barbing. Das Pflegamt bestand im Fürstentum Regensburg bis 1810 weiter. 1811 bestand dann für einige Monate ein bayerisches Landgericht älterer Ordnung in Barbing.

## Geschichte
Die Barbinger waren schon zu Beginn des 12. Jahrhunderts Ministerialen der Regensburger Bischöfe. Nach dem Aussterben der Barbinger erwarb das Hochstift Regensburg, der weltliche Herrschaftsbereich des Fürstbischofs von Regensburg, 1463 die Veste in Barbing. Das daraufhin gebildete Pflegamt Barbing des Hochstifts umfasste zunächst neben dem vom kurbayerischen Landgericht Haidau umschlossenen Barbing selbst die Hofmarken Burgweinting, Dechbetten und Schwabelweis.
Im Dreißigjährigen Krieg wurde die Veste zerstört, es erfolgte 1648 ein Wiederaufbau.
Ab den 1750er Jahren wurden vom Barbinger Pfleger auch die ebenfalls außerhalb des hochstiftischen Territoriums im Landgericht Haidau gelegenen Hofmarken Auburg, Illkofen und Geisling sowie die im oberpfälzischen Amt Wetterfeld befindliche Herrschaft Siegenstein verwaltet. Um 1770 wurde die bisherige Anlage in Barbing zum Schloss umgebaut.
Mit der Säkularisation 1803 kam Barbing erst zum Fürstentum Regensburg des Fürstprimas Karl Theodor von Dalbergs und 1810 dann zum Königreich Bayern.  In der Folge wurde Barbing ab dem 20. Januar 1811 für einige Monate Sitz eines Landgerichts älterer Ordnung. Am 13. Juli 1811 wurde aber das Landgericht wieder mit dem Landgericht Stadtamhof vereinigt. Barbing wurde aber für 15 Jahre nun Sitz eines königlich-bayerischen Rentamts.  1826 wurde der Sitz des Rentamts Stadtamhof (!) von Barbing nach Regensburg verlegt.
König Ludwig I. überließ das Schloss Barbing dem Regensburger Bischof Johann Michael Sailer, der es bis 1832 als Sommersitz nutzte. Später gehörte das Schloss Barbing den Fürsten von Thurn und Taxis. Heute wird es als Rathaus der Gemeinde Barbing genutzt.